# Радіо «Столиця» (Білорусь)
Ра́діо «Столи́ця» (біл. Радыё «Сталіца») — державна радіостанція.

## Про радіостанцію
Радіостанція мовить тільки білоруською мовою, цілодобово (з 2:00 до 6:00 за київським часом — перерва)

### Поширення
Передачі ведуться на ультракоротких хвилях, а також через Інтернет.
Радіо «Столиця» здійснює мовлення на всю територію Білорусі.
Офіційний день народження радіостанції — 21.09.1998, в цей день в Мінську на 103.7 FM запустився перший ефір під позивним «Радыё Сталіца». До цього на цій частоті (тільки в Мінську) ретранслювалися деякі програми Першої програми Білоруського Радіо, не завжди паралельні основному УКХ-каналу Першої програми.
З кінця 90-х років і до 12.07.2003 радіостанція побудувала радіомережа з FM-передавачів (мається на увазі верхній піддіапазон 88-108), нині використовуються під Радіус-FM.
Більшість УКХ-передавачів (нижній піддіапазон 66-74, див таблицю нижче) приєдналося до мовлення «Радіо Столиця» з 1.01.2003 (або пізніше по мірі їх запуску), замінивши там дві радіопрограми (Радіо Маяк та Голос Росії), віщали одночасно по черзі в певні години (до 16.00 по білоруському часу — Радіо Маяк, 16.00-24.00 — Голос Росії), які в свою чергу замінили закрите в 2000 році Радіо −1 (Москва).
Так само в Мінську в період з 01.01.2001 по 01.01.2003 радіостанцію було чутно на частоті 72,11 МГц, на якій припинив мовлення Маяк в повному обсязі (переполовинити[що це?] і об'єднавшись з відкрив мовлення Голосом Росії на 72,89 МГц), а з 1.01.2003 по 01.01.2007 частота мовчала і оновлена як ретранслятор Радіус-FM.
15 квітня 2012 року розпочалося мовлення на частоті 105,1 FM, на якій мовила приватна радіостанція «Авторадіо», яку позбавили ліцензії, в Мінську та Мінському районі.
| Населений пункт   | Частота (МГц) |
| ----------------- | ------------- |
| Барановичі        | 71,18         |
| Березино          | 67,07         |
| Бобруйськ         | 73,01         |
| Брагін            | 69,11         |
| Браслав           | 73,49         |
| Вітебськ          | 72,26         |
| Герань            | 69,26         |
| Гомель            | 66,20         |
| Гродно            | 68,90         |
| Дрогичин          | 69,80         |
| Жлобин            | 71,81         |
| Защебье           | 73,19         |
| Колодищі (Мінськ) | 72,89         |
| Копиль            | 73,22         |
| Костюковичі       | 69,38         |
| Любча             | 70,85         |
| Могильов          | 71,18         |
| Мстиславль        | 73,73         |
| Мядель            | 66,86         |
| Орша              | 73,82         |
| Пінськ            | 67,88         |
| Ракітніца         | 72,47         |
| Свіслоч           | 68,72         |
| Сметанічі         | 70,28         |
| Сморгонь          | 66,38         |
| Ушачі             | 70,94         |

## 2020
17 серпня 2020 року співробітники радіо підтримали страйк, про що повідомили на своїй сторінці в Facebook. 18 серпня керівництво радіостанції запропонувало продовжити роботу, але не повідомляти політичні новини. Після цього велика частина колективу написала заяви про звільнення. 26 серпня директор радіостанції Олег Михалевич підтримав колектив і забрав трудову книжку.